# Championnat de Belgique de football de deuxième division 1955-1956
Navigation
saison précédente saison suivante
Le Championnat de Belgique de football de deuxième division 1955-1956 est la 39e édition du championnat de deuxième niveau national du football en Belgique. À cette époque, en Belgique francophone, cette division est familièrement appelée « Division 2 » ou tout simplement « D2 ».
Au terme du championnat, les deux premiers sont promus en Division 1, tandis que les deux derniers classés sont relégués en Division 3.
Verviers qui rit, Verviers qui pleure. Les deux cercles de la cité lainière connaissent des fortunes diamétralement opposées. Alors que le Club Sportif remporte le titre et gagne le droit de remonter parmi l'élite nationale trente ans après l'avoir quittée (27 saisons), le SRU est renvoyé en Division 3.
L'autre montant vers la D1 est l'Olympic de Charleroi qui avait été relégué un an auparavant, notamment après avoir perdu des points « sur tapis vert suite à l'Affaire Leghait » (voir Division 1 54-55). L'autre descendant de l'élite, le Racing de Bruxelles doit lutter jusqu'au bout pour éviter la chute d'un étage supplémentaire.
Des deux promus, le RC Tournaisien se stabilise au milieu du classement, par contre Herentals, retourne directement en Division 3.

## Clubs participants 1955-1956
Seize clubs prennent part à cette édition, soit le même nombre que lors de la compétition précédente.
Les matricules renseignés en gras existent encore lors de la saison « 2021-2022 ».
| #  | Nom                                          | Mat. | Ville         | Stades            | En D2 depuis  | Total en D2 | S. précédente      |
| -- | -------------------------------------------- | ---- | ------------- | ----------------- | ------------- | ----------- | ------------------ |
| 1  | Royal Racing Club de Bruxelles               | 6    | Bruxelles     | du Heysel         | 1955-56 (1re) | 12 s        | Div.+ 1 15e        |
| 2  | Royal Olympic Club de Charleroi              | 246  | Mont.-s-S.    | La Neuville       | 1955-56 (1re) | 2 s         | Div. 1 16e         |
| 3  | Royal Football Club Brugeois                 | 3    | Bruges        | De Klokke         | 1951-52 (5e)  | 14 s.       | 3e                 |
| 4  | Royal Club Sportif Verviétois                | 8    | Verviers      | de Panorama       | 1948-49 (8e)  | 21 s        | 11e                |
| 5  | Royal Uccle Sport                            | 15   | Uccle         | Ch. de Neerstalle | 1953-54 (3e)  | 33 s        | 6e                 |
| 6  | Koninklijke Kortrijk Sports                  | 19   | Courtrai      | Guldensporen      | 1943-44 (12e) | 21 s        | 10e                |
| 7  | Royal White Star Athletic Club               | 47   | Wol.-St-L.    | rue Kelle         | 1947-48 (8e)  | 19 s        | 5e                 |
| 9  | Koninklijke Lyra                             | 52   | Lierre        | Lyrastadion       | 1954-55 (2e)  | 23 s        | 4e                 |
| 9  | Athletische Sportvereniging Oostende K.M.    | 53   | Ostende       | Albertpark        | 1949-50 (7e)  | 23 s        | 7e                 |
| 10 | Koninklijke Boom Football Club               | 58   | Boom          | Velodromestr.     | 1949-50 (7e)  | 21 s        | 9e                 |
| 11 | Royal Racing Club Tirlemont                  | 132  | Tirlemont     | Bergé             | 1938-39 (15e) | 21 s        | 12e                |
| 12 | Koninklijke Sint-Niklaasse Sportkring        | 221  | St-Nicolas/W. | Puyenbeke         | 1947-48 (9e)  | 11 s        | 5e                 |
| 13 | Koninklijke Sint-Truidense Voetbalvereniging | 373  | Saint-Trond   | Stayenveld        | 1948-49 (8e)  | 8 s         | 14e                |
| 14 | Skill Racing Union Verviers                  | 34   | Verviers      | de Bielmont       | 1954-55 (2e)  | 5 s         | 13e                |
| 15 | Royal Racing Club Tournai                    | 36   | Tournai       | Drève de Maire    | 1955-56 (1re) | 8 s         | 1er Div. 3 Série B |
| 16 | Koninklijke Football Club Herentals          | 97   | Herentals     | St-Janneke        | 1955-56 (1re) | 11 s        | 1er Div. 3 Série A |

### Localisations
| \| Herentals Lyra AS Oostende FC Brugeois Courtrai Olympic CC St-Nicolas Boom White Star Racing CB Uccle Tirlemont RC Tournai St-Trond CS Verviers SRU Verviers \| Localisation des clubs engagés en Division 2 1954-1956 |
| Herentals Lyra AS Oostende FC Brugeois Courtrai Olympic CC St-Nicolas Boom White Star Racing CB Uccle Tirlemont RC Tournai St-Trond CS Verviers SRU Verviers                                                              |

## Déroulement de la compétition

### Premier tour
Ce premier tour se déroule du 4 septembre 1955 au 1er janvier 1956. Durant cette période trois dates ont été laissées libres car l'équipe nationale belge joue. Il s'agit des 26 septembre 1955, 17 octobre 1955 et du 25 décembre 1955. Lors des deux derniers dimanches cités, se disputent aussi des rencontres de la Coupe de Belgique.

### Deuxième tour
Le deuxième tour est planifié du 8 janvier 1956 au 20 mai 1956. Durant cette periode, une interruption de trois semaines est rendue obligatoire par une grande vague de froid rendant les terrains impraticables. Les trois journées partiellement ou entièrement remises sont replanifiées le dimanche de Pâques et lors des jours férié des 1re et 10 mai.

## Classements
- Le nom des clubs est celui employé à l'époque

Légende
- Champion et promu en Division 1 la saison suivante
- Promu en Division 1 la saison suivante
- clubs relégués en Division 3 la saison suivante

Abréviations
 : Relégué de Division 1
 : Promu de Division 3

### Classement final
| Rang | Équipe                       | Pts | J  | G  | N  | P  | Bp | Bc | Diff |
| ---- | ---------------------------- | --- | -- | -- | -- | -- | -- | -- | ---- |
| 1    | R. Olympic Club de Charleroi | 40  | 30 | 17 | 6  | 7  | 55 | 28 | +27  |
| 1    | R. CS Verviétois             | 40  | 30 | 17 | 6  | 7  | 53 | 26 | +27  |
| 3    | K. St-Truidense VV           | 36  | 30 | 17 | 2  | 11 | 69 | 57 | +12  |
| 4    | R. White Star AC             | 34  | 30 | 14 | 6  | 10 | 68 | 43 | +25  |
| 5    | K. Boom FC                   | 33  | 30 | 13 | 7  | 10 | 48 | 50 | -2   |
| 6    | R. FC Brugeois               | 32  | 30 | 12 | 8  | 10 | 52 | 42 | +10  |
| 7    | K. Lyra                      | 31  | 30 | 13 | 5  | 12 | 60 | 54 | +6   |
| 8    | K. St-Niklaasse SK           | 30  | 30 | 11 | 8  | 11 | 62 | 51 | +11  |
| 9    | R. RC Tournaisien            | 29  | 30 | 12 | 5  | 13 | 43 | 43 | 0    |
| 10   | K. Kortrijk Sport            | 28  | 30 | 9  | 10 | 11 | 42 | 49 | -7   |
| 11   | R. RC Tienen                 | 27  | 30 | 9  | 9  | 12 | 42 | 45 | -3   |
| 12   | AS Oostende KM               | 26  | 30 | 7  | 12 | 11 | 39 | 45 | -6   |
| 13   | R. Uccle Sport               | 26  | 30 | 11 | 4  | 15 | 35 | 59 | -24  |
| 14   | R. Racing CB                 | 25  | 30 | 10 | 4  | 15 | 39 | 48 | -9   |
| 15   | SRU Verviers                 | 24  | 30 | 9  | 6  | 15 | 33 | 63 | -30  |
| 16   | K. FC Herentals              | 19  | 30 | 6  | 7  | 17 | 38 | 75 | -37  |

### Tableau des résultats
| Résultats (▼dom., ►ext.)                                   | BOO | FCB | RCB | OLY | HER | KOR | LYR | ASO | STN | STT | TIR | TOU | CSV | SRU | UCC | WHI |
| K. Boom FC                                                 |     | 1-6 | 4-0 | 1-0 | 1-0 | 2-2 | 0-2 | 2-0 | 2-1 | 6-0 | 4-2 | 1-2 | 1-1 | 2-0 | 2-1 | 2-1 |
| R. FC Brugeois                                             | 1-2 |     | 2-0 | 0-1 | 2-2 | 3-2 | 3-3 | 2-0 | 3-1 | 4-1 | 2-0 | 2-1 | 1-2 | 1-1 | 0-1 | 0-1 |
| R. Racing CB                                               | 1-1 | 1-1 |     | 0-1 | 4-1 | 1-2 | 2-2 | 1-1 | 1-1 | 1-2 | 0-1 | 3-2 | 2-1 | 3-0 | 3-1 | 0-2 |
| R. OC de Charleroi                                         | 5-0 | 1-3 | 1-0 |     | 4-0 | 2-2 | 4-3 | 4-1 | 2-1 | 3-1 | 2-0 | 0-0 | 2-1 | 6-0 | 4-0 | 0-0 |
| K. FC Herentals                                            | 1-0 | 1-2 | 2-4 | 3-1 |     | 1-1 | 2-3 | 0-2 | 3-6 | 1-3 | 1-3 | 0-0 | 0-0 | 0-2 | 2-1 | 3-1 |
| K. Kortrijk Sport                                          | 1-1 | 2-1 | 1-2 | 1-2 | 3-1 |     | 1-1 | 0-0 | 1-1 | 0-2 | 3-2 | 2-4 | 1-0 | 4-0 | 1-1 | 0-3 |
| K. Lyra                                                    | 3-1 | 5-0 | 0-1 | 1-1 | 2-4 | 4-1 |     | 4-2 | 3-2 | 3-1 | 0-1 | 0-1 | 1-0 | 6-0 | 4-1 | 1-1 |
| AS Oostende KM                                             | 1-1 | 0-0 | 0-4 | 0-0 | 1-1 | 1-1 | 4-0 |     | 2-0 | 2-3 | 2-1 | 1-4 | 0-2 | 2-2 | 8-2 | 1-1 |
| K. St-Niklaasse SK                                         | 2-2 | 4-3 | 3-1 | 3-0 | 2-2 | 1-1 | 0-1 | 1-1 |     | 3-2 | 1-2 | 3-0 | 1-1 | 4-1 | 5-1 | 4-1 |
| K. St-Truidense VV                                         | 3-2 | 4-2 | 2-0 | 1-2 | 5-1 | 5-0 | 4-0 | 2-4 | 3-1 |     | 4-2 | 4-1 | 0-2 | 2-0 | 0-0 | 4-3 |
| R. RC Tirlemont                                            | 1-1 | 1-1 | 4-1 | 0-0 | 1-3 | 0-2 | 5-2 | 1-1 | 1-1 | 2-1 |     | 1-1 | 3-0 | 0-1 | 0-1 | 3-4 |
| R. RC Tournaisien                                          | 2-1 | 0-2 | 2-0 | 0-2 | 4-1 | 0-2 | 0-2 | 1-1 | 4-0 | 3-1 | 1-2 |     | 0-2 | 3-0 | 2-0 | 4-2 |
| R. CS Verviétois                                           | 4-1 | 1-3 | 2-1 | 0-2 | 7-0 | 2-0 | 0-2 | 2-1 | 1-0 | 4-0 | 0-0 | 1-0 |     | 4-3 | 5-0 | 0-0 |
| SRU Verviers                                               | 0-1 | 1-1 | 1-2 | 2-1 | 0-0 | 2-3 | 1-0 | 1-0 | 2-5 | 3-3 | 1-1 | 2-1 | 1-0 |     | 2-1 | 3-2 |
| R. Uccle Sport                                             | 2-3 | 2-1 | 1-0 | 2-1 | 2-1 | 2-1 | 1-2 | 0-1 | 2-1 | 1-3 | 2-0 | 0-0 | 1-1 | 4-1 |     | 0-4 |
| R. White Star AC                                           | 5-0 | 0-0 | 4-0 | 2-1 | 8-1 | 2-1 | 5-2 | 1-0 | 2-3 | 2-3 | 2-2 | 5-1 | 1-2 | 2-0 | 1-2 |     |
| - Victoire à domicile - Match nul - Victoire à l'extérieur |     |     |     |     |     |     |     |     |     |     |     |     |     |     |     |     |

### Leader du classement journée par journée
Lors des premières journées, ou ultérieurement, en cas d'égalité de points et du plus petit nombre de défaite, la meilleure différence de buts est prise en compte, même si celle n'est n'est pas décisive pour la fédération belge.
- 1re journée : trois vainqueurs et cinq dois le score de « 1-1 » (meilleure différence de buts pour le CS Verviétois vainqueur « 4-1 » contre Boom)
- 2e journée : St-Trond et le Racing CB sont les seuls à réussir un 4 sur 4 ! Les Trudonnaires ont la meilleure différence debut (+5) contre (+3).
- 3e journée : L'Olympic devant Uccle Sport (tous deux 7 points sur 8) à la différence de buts (+6) contre (+3)
- 4e journée : Uccle seul leader en raison de sa victoire sur... l'Olympic (2-1).
- 5e journée : Trio avec 7 unités, l'Olympic possède la meilleure différence de buts.
- 8e journée : De nouveau une triple égalité de points et de défaites. Dans notre frise ci-dessous, les « Dogues » ont toujours la meilleure différence de buts (+9), devant le White Star (+5) et Uccle Sport (+4).
- À partir de la 20e rencontre (trois matchs sur huit), les journées de la frise ci-dessous sont totalement décalées par rapport à la réalité. Les journées n° 21, 22 et 23 sont remises intégralement.
- Reprogrammation: À partir du 4 mars 1956, le championnat se joue comme suit:

- 29e journée : le scénario improbable se concrétise juste avant la dernière journée. Béliers et Dogues se retrouvent à stricte égalité de points, de défaites concédées mais aussi en termes de différences de but ! Cet ex-aequo se retrouve dans le classement final car les deux clubs réalisent le même score lors de la journée de clôture.

- Journées en tête...

### Test match pour désigner le champion
À la suite d'un tirage au sort, cette rencontre est programmée au stade du Panorama fief du R. CS Verviétois . L'issue de la rencontre est honorifique : « désigne le champion ». Les dispositions tactiques sont identiques: « 2-3-5 ». Quel que soit le résultat, les deux clubs sont assurés de jouer en « Division 1 » la saison prochaine.
Les deux équipes sont restées au coude-à-coude toute la saison et le match devant les départager n'échappe pas à la règle. Mais ce qui est notable, c'est la piètre qualité des échanges. Les explications sont la fatigue de fin de saison et l'enjeu très relatif, auxquelles s'ajoutent deux autres éléments: le vent et l'état du terrain. Le vent violent en bourrasque avantage clairement l'équipe qui l'a dans le dos mais rend aussi très aléatoire les passes longues qui sont soit accélérées, soit freinées. Le terrain fort bosselé est un handicap sérieux dans le jeu court.
Si les amateurs d'académisme et de grandes actions soignées et pointilleuses sont déçus, on ne s'ennuie pourtant pas avec cinq buts et presque autant d'occasions nettes ! Commençant avec l'avantage du vent, l'Olympic domine la première période contre un rival « qui attend que ça se tasse ». Bien que jouant bien plus en équipe que leurs hôtes, les Carolos n'inscrivent qu'un goal avant la pause. Deux minutes après que Vosse ait suppléé son gardien Colette en écartant sur sa ligne un but visiteur tout fait, une nouvelle mêlée homérique devant les filets locaux est mal dégagée. Tony Antonneau récupère le ballon traînant devant le grand rectangle et allume la cage (0-1). Notons que l'arbitre international Van Nuffel a du fait montre de beaucoup d'autorité, car durant les 45 première minutes les deux formations se sont « joyeusement rentrées dedans » et la... « maladresse » n'y est pour rien.
On a droit à un « scénario miroir » après la pause. Cette fois, les Béliers jouent avec les rafales dans le dos alors que les Dogues choisissent de subir et de s'accrocher à leur petite avance. On rejoue depuis quatre minutes quand les Olympiens reçoivent un premier coup de semonce sous la forme d'un bel envoi de Jo Pannaye renvoyé par la transversale. Bien que paraissant plus forts techniquement, les visiteurs gèrent très mal les ballons qu'ils récupèrent. Les Dogues dégagent trop souvent à l'emporte-pièces et les locaux ne se privent pas d'en profiter. À la suite d'une faute d'Omer Piérange, Nelissen égalise en transformant le coup franc (1-1). Peu après, c'est le Dogue Lefèvre qui double son portier Lebon en éloignant sur la ligne de but un essai de Lormans. On retrouve le même attaquant, à onze minutes du terme quand il donne l'avance à ses couleurs à la suite d'un service de Stiel. Mais ce goal est refusé pour un hors-jeu pas très évident. Sans une excellente parade de Lebon, Nelissen trouve le coin à sept minutes du coup de sifflet final. Le score reste en l'état et donc la prolongation est nécessaire.
Une prolongation qui débute sur le même tempo que la dernière demi-heure, soit après l'égalisation verviétoise: jeu lent et sans la moindre ardeur. Certains observateurs pensent à un possible pacte de non-agression en vue d'un « replay » à Charleroi, la semaine suivante. Mais plus prosaïquement, on peut surtout déplorer un manque d'envie dans le chef des deux équipes. La première mi-temps de 15 minutes est déjà entrée dans son dernier tiers quant une combinaison locale à trois aboutit. Pannaye, Nelissen et Lormans travaillent conjointement et le dernier cité trompe Lucien Lebon (2-1). Les « Dogues » réagissent immédiatement. Moins de cent vingt secondes plus tard, au terme d'un contre rondement mené, Antonneau offre l'égalisation à Jordan (2-2).
On semble s'acheminer vers un partage quand Léonard Gorissen oriente définitivement la décision d'un tir de biais qui laisse le gardien visiteur sans réaction (3-2) et offre le titre aux « Béliers » 
| Barrage pour le titre      | R. CS VERVIÉTOIS | 3-2             | R. OC de Charleroi |                                              |                                              |
| dimanche 27 mai 1956 15h00 | Nelissen (1-1) 54e · Lormans 2-1) 110e · Gorissen (3-2) 118e                                                                                              | (0-1, 1-1, 2-2) | 25e (0-1) Antonneau · 112e (2-2) Jordan | stade du Panorama Arbitrage : M. Van Nuffel. | stade du Panorama Arbitrage : M. Van Nuffel. |
| dimanche 27 mai 1956 15h00 | Le Soir |                 | | stade du Panorama Arbitrage : M. Van Nuffel. | stade du Panorama Arbitrage : M. Van Nuffel. |
| dimanche 27 mai 1956 15h00 | Théo Colette René Vosse, Oscar Petitjean Léon Lambert, Jean Nelissen, Franco Concato Stiel, Georges Arnotte, Hubert Lormans, Jo Pannaye, Léonard Gorissen | Équipes         | Lucien Lebon Gaston Baré, Henri Lefèvre Sigmund Sobieski, Omer Piérange, Marcel Deschrijver Alfons Peeters, Albert Jordan, Michel Delire, Tony Antonneau, Georges Mordant | stade du Panorama Arbitrage : M. Van Nuffel. | stade du Panorama Arbitrage : M. Van Nuffel. |

### Meilleur buteur
Jozef Piedfort (K. Lyra), 26 buts

## Victoire de la Coupe de Belgique
Fait unique, ce sont deux cercles de cette Division 2 qui atteignent la finale de la Coupe de Belgique, la troisième édition depuis la Seconde Guerre mondiale, la 8e dans l'absolu.
Champion et promu vers la D1, le R. CS Verviers est donné favori. Mais c'est sans compter sur la résistance du RC Tournaisien. Celui-ci ouvre rapidement le score et fait douter des « Béliers » contraints à une longue course poursuite. L'égalisation liégeoise peu après le repos fait penser que les Verts vont inverser le cours de la partie. Une fois encore, les Hennuyers font mentir les impressions latentes en se montrant plus efficaces. Ils prennent les devant à un quart d'heure de la fin puis tiennent bon. C'est la première fois et la dernière avant 47 ans que le trophée part en direction de la Province de Hainaut.
Notons qu'alors que les indicateurs sont au vert et les avis positifs, la Coupe de Belgique n'est pas organisée la saison suivante. Il faut en fait attendre la saison 1963-1964 pour voir la 9e édition d'une épreuve  qui n'avait plus droit de cité parmi les décideurs du football belge, avant la création par l'UEFA de la Coupe des Vainqueurs de Coupe en 1960.

## Récapitulatif de la saison
- Champion: R. CS Verviétois (2e titre de D2)
  - 2e promu: R. Olympic CC

- Douzième titre de D2 pour la Province de Liège

| Région flamande (8)             | Région flamande (8) | Province de Brabant (4)      | Province de Brabant (4) | Région wallonne (4)    | Région wallonne (4) |
| ------------------------------- | ------------------- | ---------------------------- | ----------------------- | ---------------------- | ------------------- |
| Province d'Anvers               | 3                   | Région de Bruxelles-Capitale | 3                       | Province de Hainaut    | 2                   |
| Province de Flandre-Occidentale | 3                   | Province du Brabant flamand  | 1                       | Province de Liège      | 2                   |
| Province de Flandre-Orientale   | 1                   | Province du Brabant wallon   | 0                       | Province de Luxembourg | 0                   |
| Province de Limbourg            | 1                   |                              |                         | Province de Namur      | 0                   |

1. ↑  Au niveau footballistique, la province de Brabant est toujours unitaire malgré sa partition territoriale en 1995.

### Admission et relégation
Le R. CS Verviétois retrouve la plus haute division 30 ans après l'avoir quittée. Il est accompagné par l'Olympic de Charleroi qui était descendu l'année précédente.
Les deux descendants de Division 1 sont Waterschei et le Club Malinois. Ce dernier évoluait parmi l'élite depuis la saison 1928-1929.
Le K. FC Herentals effectue l'aller-retour vers la Division 3. Le SRU Verviers l'accompagne. Ces deux clubs sont remplacés au deuxième niveau national par 3e niveau, sont promus R. CS Brugeois qui vient de passer quatre saisons au 3e niveau, et le Patro Eisden qui gagne sa place pour la première fois dans l'antichambre de l'élite. Le matricule 3434 devient le 98e club différent en D2 belge, le 10e Limbourgeois.

### Débuts au deuxième niveau national
Aucun ne joue pour la première fois au 2e niveau national du football belge.